# 盛岡市立厨川中学校
盛岡市立厨川中学校（もりおかしりつくりやがわちゅうがっこう）は、岩手県盛岡市青山町にある公立中学校。
同校は、盛岡市内にある、4つの小学校（青山小学校、大新小学校の一部の学区、月が丘小学校の一部の学区、厨川小学校の一部の学区）から集まり、盛岡市内では大規模校の1つである。

## 沿革
- 1947年 開校
- 1948年 独立開校記念式挙行
- 1966年 サッカー部県大会13連覇達成
- 1969年 校舎落成、体育館新築
- 1978年 小体育館完成
- 1983年 クラブ部室新築工事完了
- 1987年 市内陸上男女優勝
- 1989年 ハンド部男子全国大会出場
- 1990年 剣道部女子全国大会出場
- 1991年 剣道部女子全国大会出場
- 1992年 陸上部男子全国大会出場、志青館完成
- 1993年 柔道部女子全国大会出場
- 1994年 ハンド部男子全国大会出場
- 1995年 柔道部女子全国大会出場
- 1996年 水泳部男子団体全国大会出場
- 1997年 50周年記念事業、第1回体育祭
- 1999年 女子駅伝全国大会出場
- 2004年 サッカー部東北大会優勝、サッカー部･卓球部全国大会出場
- 2006年 サッカー部全国大会出場

## 学校

### 行事
- 4月 - 始業式、入学式、健康診断・諸検査、市内一周継走、交通安全教室、3学年学習旅行
- 5月 - 諸検査、体育祭、生徒総会
- 6月 - 中間テスト、避難訓練、市内中学校総合体育大会
- 7月 - 期末テスト、県中総体、期末面談、終業式
- 8月 - 始業式、奉仕活動
- 9月 - 市内中学校陸上競技大会、市新人戦、生徒会役員選挙、北梅祭
- 10月 - 中間テスト、市中独唱大会、市中弁論
- 11月 - 生徒総会、期末テスト
- 12月 - 期末面談、終業式
- 1月 - 始業式、奉仕活動
- 2月 - 新入生保護者説明会、期末テスト
- 3月 - 卒修式、奉仕活動

## 著名な出身者
- 澤口実歩（読売テレビアナウンサー）
- 細川絢加（元バレーボール選手）※日本代表
- 佐々木海空（バレーボール選手：埼玉上尾メディックス）

### サッカー
- 斎藤重信（岩手県立盛岡商業高等学校：サッカー部監督）
- 古前田充 ※日本代表
- 瀬田竜彦 ※日本代表
- 林勇介（グルージャ盛岡）